# Marek Wojciechowski (informatyk)
Marek Andrzej Wojciechowski – polski inżynier informatyk, doktor habilitowany nauk technicznych. Specjalizuje się w eksploracji danych, systemach baz danych oraz systemach informacyjnych. Adiunkt w Instytucie Informatyki Wydziału Informatyki Politechniki Poznańskiej.

## Życiorys
Studia na kierunku informatyka ukończył na Politechnice Poznańskiej w 1996 i na tej uczelni został zatrudniony. Stopień doktorski uzyskał w 2001 na podstawie pracy pt. Discovering and Processing Sequential Patterns in Databases, przygotowanej pod kierunkiem prof. Tadeusza Morzego. Habilitował się w 2015 na podstawie dorobku naukowego i rozprawy pt. Przetwarzanie zbiorów zapytań eksploracyjnych dla problemu odkrywania zbiorów częstych. Poza Politechniką wykłada także w poznańskim Collegium Da Vinci.
Artykuły publikował w takich czasopismach jak m.in. "Advances in Knowledge Discovery and Data Mining", "Control & Cybernetics" oraz "Principles of Data Mining and Knowledge Discovery".